# Maciej Pawlikowski (mineralog)
Maciej Wiktor Pawlikowski (ur. 1947) – polski mineralog, profesor nauk o Ziemi.

## Życiorys
W 1971 r. ukończył studia geologii złóż kopalin stałych w Akademii Górniczo-Hutniczej im. St. Staszica w Krakowie, w 1975 r. obronił pracę doktorską, w 1982 r. habilitował się. W 1997 r. uzyskał tytuł profesora nauk o Ziemi. Był pracownikiem naukowym w Akademii Górniczo-Hutniczej im. Stanisława Staszica w Krakowie i w Instytucie Gospodarki Surowcami Mineralnymi i Energią PAN.
Został członkiem Komitetu Nauk Mineralogicznych PAN.